# Oediplexia
Oediplexia là một chi bướm đêm thuộc họ Noctuidae.